# Лебедев, Юрий Дмитриевич
Юрий Дмитриевич Лебедев (24 июля 1933 — 15 марта 2019 года) — советский и российский тренер по настольному теннису. Заслуженный тренер РСФСР. Заслуженный работник физической культуры и спорта Республики Хакасия. Основатель школы настольного тенниса в Хакасии. Почётный гражданин города Абакана.

## Биография
Родился 24 июля 1933 года в селе Таштып, затем с семьёй переехал в Абакан. Работал электриком в ремонтных мастерских Абаканского механического завода, затем — инструктором-методистом по физической культуре. В 1966 году организовал первую в городе секцию по настольному теннису. В 1970 году по инициативе Лебедева в Абакане было открыто отделение настольного тенниса в детской спортивной школе при городском отделе народного образования Абакана. В 1975 году при его участии была открыта детско-юношеская школа по настольному теннису. В 1989 году открылась специализированная детско-юношеская школа Олимпийского резерва по настольному теннису города Абакана. До последних дней занимался популяризацией настольного тенниса в Республике Хакасия. В 2000 году принял участие в создании Федерации настольного тенниса Республики Хакасия.
На протяжении 15 лет являлся тренером сборной команды РСФСР. Подготовил более 30 мастеров спорта СССР и России, одного мастера спорта международного класса. Среди его воспитанников чемпионка России и Европы Ирина Запевалова. С 2007 года в Абакане проводится межрегиональный турнир по настольному теннису в честь Юрия Лебедева, в котором принимают участие дети из Сибири.

## Награды
- Заслуженный тренер РСФСР[4]
- Почётный знак «За заслуги в развитии физической культуры и спорта»[4]
- Заслуженный работник физической культуры Хакасии[4]
- Орден «За заслуги перед Хакасией»[4]
- Медаль «80 лет Госкомспорту России»[4]
- Медаль «За заслуги в развитии настольного тенниса в России»[4]
- Почетный гражданин города Абакана (2013)[4]